# Park Ji-yeong
Park Ji-yeong (kor. 박지영 ;ur. 6 czerwca 1971) – południowokoreańska judoczka. Dwukrotna olimpijka. Zajęła dwudzieste miejsce w Barcelonie 1992. Trzecia w turnieju pokazowym w Seulu 1988. Startowała w wadze średniej.
Brązowa medalistka igrzysk azjatyckich w 1998. Wicemistrzyni Azji w 1988 roku. 

## Letnie Igrzyska Olimpijskie 1988
| Konkurencja | Rundy eliminacyjne       | Rundy eliminacyjne          | Klas. końcowa |
| Konkurencja | Przeciwnik I             | Przeciwnik II               | Miejsce       |
| ----------- | ------------------------ | --------------------------- | ------------- |
| 66 kg       | Brigitte Deydier (FRA) P | Alexandra Schreiber (FRG) Z | 3.            |

## Letnie Igrzyska Olimpijskie 1992
| Konkurencja | Rundy eliminacyjne     | Klas. końcowa |
| Konkurencja | Przeciwnik I           | Miejsce       |
| ----------- | ---------------------- | ------------- |
| 66 kg       | Ryōko Fujimoto (JPN) P | 20.           |